# هوپ، آلاسکا
هوپ (به انگلیسی: Hope) شهری در بخش شبه‌جزیره کنای، آلاسکا ایالت آلاسکا است که جمعیت آن در سرشماری سال ۲۰۰۰ میلادی ۱۳۷ نفر بوده‌است.